# ミケル・オヤルサバル
- ミケル・オジャルサバル
- ミケル・オヤルサバル

ミケル・オヤルサバル・ウガルテ（Mikel Oyarzabal Ugarte, 1997年4月21日 - ）は、スペイン・バスク州ギプスコア県エイバル出身のサッカー選手。リーガ・エスパニョーラ・レアル・ソシエダ所属。スペイン代表。ポジションはFW、MF。

## 経歴

### プロ入り前
スペインバスク州エイバルで生まれた。2011年に14歳でレアル・ソシエダのカンテラに入団する。2014-15シーズンの2014年11月15日、まだユース登録だったが、この日のセグンダ・ディビシオンB、SDアモレビエタ戦でBチームデビューを果たした。2015年9月2日にはCDメンサヘロ戦でBチーム初ゴールを記録した。

### レアル・ソシエダ
2015年10月25日、ラ・リーガ第9節のレバンテUD戦にて後半39分、すでに4-0と勝利が確実視されたこともあって、カルロス・ベラとの交代でトップチームデビューを飾った。トップチーム初ゴールは年が明けた2016年2月8日のRCDエスパニョールとのリーグ戦だった。クラブの監督がデイヴィッド・モイーズからエウセビオになり、レギュラーポジションを確保したことでエスパニョール戦から6日後に新契約を結び、2021年まで延長した。

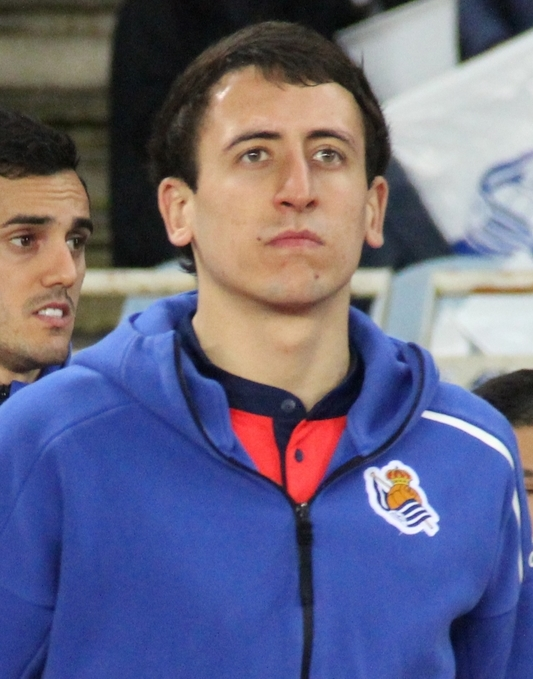
2016年のオヤルサバル

2016年8月19日、オヤルサバルは再び契約を1年更新し、2022年までとした。この2016-17シーズン、リーグ戦全38試合に出場した19歳のオヤルサバルは、クラブのリーグ戦6位フィニッシュに貢献し、2シーズンぶりのUEFAヨーロッパリーグ出場権を獲得した。
2017年10月19日、UEFAヨーロッパリーグのグループステージFKバルダール戦に出場し、UEFAコンペティションデビューを成し遂げた。このシーズンにおけるELでのレアル・ソシエダは、グループステージを見事突破し、ベスト32でオーストリアのレッドブル・ザルツブルクと対戦した。ザルツブルクとの対戦はオヤルサバルのオウンゴールなどもあって2試合合計3-4となり、レアル・ソシエダはベスト32で大会を後にした。この2017-18シーズンは、昨シーズンのリーグ戦2ゴールから大幅に得点数を挙げた12ゴールを記録し、自身キャリア初のリーグ戦2桁ゴールとなった。
18-19シーズンは開幕から無得点が続いていたが、2018年10月5日のアスレティック・ビルバオとのバスクダービーにてPKを含む2得点を挙げ、3-1でのダービー勝利に貢献した。シーズン開幕前、アスレティック・ビルバオはオヤルサバル獲得を真剣に考慮していたが、オヤルサバルはクラブと2024年6月まで契約を延長したことでこの話はなくなった。
2019-20シーズンのコパ・デル・レイ準決勝では快進撃を続けていたCDミランデスと対戦し、オヤルサバルは第1戦、第2戦と連続で得点を挙げてアグリゲートスコア3-1での決勝進出に一役買った。レアル・ソシエダのコパ・デル・レイ決勝進出は、1988年以来クラブ史上2度目の快挙である。2019年7月10日、ジローナFC戦でクラブ通算50得点目を記録した。10月3日には、この日のヘタフェCFに先発フル出場したことで、23歳という異例の速さでリーグ戦200試合出場を達成した。
2021年4月3日のアスレティック・ビルバオとのコパ・デル・レイ決勝では、後半にPKで決勝点を挙げ、アスレティック・ビルバオを下し、実に34年ぶりとなるコパ・デル・レイ優勝に貢献した。2021-22シーズンも終盤戦に差し掛かった2022年3月、クラブのトレーニング中に左膝の前十字靭帯を断裂し、医師の見立てでは2022年内の復帰は絶望的と診断された。
2022年12月31日、第15節のCAオサスナ戦でケガから約9か月ぶりの復帰を果たした。2023年2月11日、レアル・ソシエダと2028年までの契約を延長した。

## 代表経歴

### スペイン

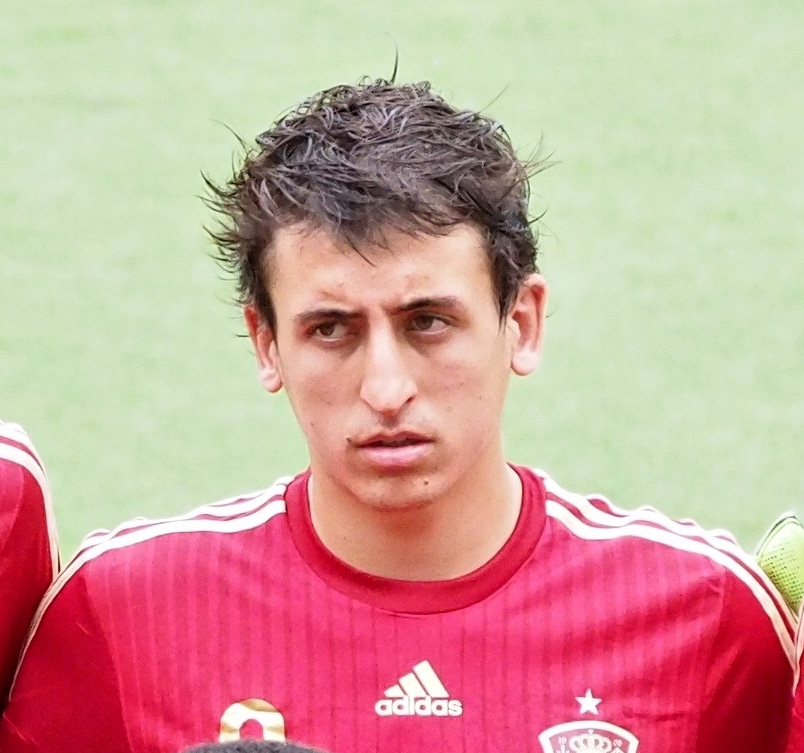
U-18スペイン代表でのオヤルサバル

2016年5月29日、親善試合のボスニア・ヘルツェゴビナ代表戦でノリートとの交代途中出場でA代表デビューを果たした。2019年6月10日、UEFA EURO 2020予選にてスウェーデンと対戦したオヤルサバルは、後半26分から途中出場してA代表初ゴールを挙げた。
2021年5月24日、UEFA EURO 2020に臨むスペイン代表24人に選出された。同大会では、決勝トーナメント1回戦ベスト16・クロアチア代表戦にて、延長戦にまでもつれ込んだ試合でチームの勝利を決定付けるダメ押しゴールを決め、準々決勝進出に貢献した。
2024年7月15日、EURO2024決勝のイングランドとの対戦に後半から出場し、決勝ゴールを決めた。

### バスク代表
2016年12月30日、サン・マメスで行われたチュニジア戦にてFIFA未加盟のバスク代表デビューを果たすとともに、初ゴールも記録した。

### オリンピック代表
東京オリンピックスペイン代表に選出。2021年8月3日、準決勝の日本戦では主力選手として出場。8月7日、決勝戦のブラジル戦では同点ゴールを決めるもチームは敗れた。

## 人物
プロキャリア初期には、デウスト大学でビジネスを学んでいた。

## 個人成績

### クラブ
2023-24シーズン終了時点
| クラブ            | シーズン | リーグ     | リーグ戦 | リーグ戦 | カップ戦 | カップ戦 | 国際大会 | 国際大会 | その他 | その他 | 合計 | 合計 |
| クラブ            | シーズン | リーグ     | 出場     | 得点     | 出場     | 得点     | 出場     | 得点     | 出場   | 得点   | 出場 | 得点 |
| ----------------- | -------- | ---------- | -------- | -------- | -------- | -------- | -------- | -------- | ------ | ------ | ---- | ---- |
| レアル・ソシエダB | 2014-15  | セグンダB  | 5        | 0        | –        | –        | –        | –        | –      | –      | 5    | 0    |
| レアル・ソシエダB | 2015-16  | セグンダB  | 8        | 3        | –        | –        | –        | –        | –      | –      | 8    | 3    |
| レアル・ソシエダB | 通算     | 通算       | 13       | 3        | –        | –        | –        | –        | –      | –      | 13   | 3    |
| レアル・ソシエダ  | 2015-16  | プリメーラ | 22       | 6        | 2        | 0        | –        | –        | –      | –      | 24   | 6    |
| レアル・ソシエダ  | 2016-17  | プリメーラ | 38       | 2        | 5        | 2        | –        | –        | –      | –      | 43   | 4    |
| レアル・ソシエダ  | 2017-18  | プリメーラ | 35       | 12       | 2        | 0        | 6        | 2        | –      | –      | 43   | 14   |
| レアル・ソシエダ  | 2018-19  | プリメーラ | 37       | 13       | 4        | 1        | –        | –        | –      | –      | 41   | 14   |
| レアル・ソシエダ  | 2019-20  | プリメーラ | 37       | 10       | 7        | 2        | –        | –        | –      | –      | 44   | 12   |
| レアル・ソシエダ  | 2020-21  | プリメーラ | 33       | 11       | 2        | 1        | 7        | 0        | 1      | 1      | 43   | 13   |
| レアル・ソシエダ  | 2021-22  | プリメーラ | 22       | 9        | 5        | 3        | 6        | 3        | –      | –      | 33   | 15   |
| レアル・ソシエダ  | 2022-23  | プリメーラ | 23       | 4        | 3        | 0        | 2        | 0        | –      | –      | 28   | 4    |
| レアル・ソシエダ  | 2023-24  | プリメーラ | 33       | 9        | 4        | 3        | 7        | 2        | –      | –      | 44   | 14   |
| レアル・ソシエダ  | 通算     | 通算       | 280      | 76       | 35       | 13       | 28       | 7        | 1      | 1      | 344  | 97   |
| 総通算            | 総通算   | 総通算     | 293      | 79       | 35       | 13       | 28       | 7        | 1      | 1      | 357  | 100  |

### 代表
2024年7月15日現在
- 国際Aマッチ 30試合11得点 (2016年 - )
- UEFA EURO 2020 : (準決勝敗退)
- UEFA EURO 2024 : (優勝)

| スペイン代表 | 国際Aマッチ | 国際Aマッチ |
| 年           | 出場        | 得点        |
| ------------ | ----------- | ----------- |
| 2016         | 1           | 0           |
| 2019         | 6           | 2           |
| 2020         | 4           | 2           |
| 2021         | 10          | 2           |
| 2022         | 0           | 0           |
| 2023         | 5           | 1           |
| 2024         | 11          | 4           |
| 通算         | 37          | 12          |

### 代表での得点
| #  | 開催日         | 開催地                                                       | 対戦国         | スコア | 結果 | 大会                          |
| -- | -------------- | ------------------------------------------------------------ | -------------- | ------ | ---- | ----------------------------- |
| 1  | 2019年6月10日  | マドリード、サンティアゴ・ベルナベウ                         | スウェーデン   | 3–0    | 3–0  | UEFA EURO 2020予選            |
| 2  | 2019年11月18日 | マドリード、エスタディオ・メトロポリターノ                   | ルーマニア     | 5–0    | 5–0  | UEFA EURO 2020予選            |
| 3  | 2020年10月10日 | マドリード、アルフレッド・ディ・ステファノ                   | スイス         | 1–0    | 1–0  | UEFAネーションズリーグ2020-21 |
| 4  | 2020年11月17日 | セビリア、オリンピコ・セビージャ                             | ドイツ         | 6–0    | 6–0  | UEFAネーションズリーグ2020-21 |
| 5  | 2021年6月29日  | コペンハーゲン、パルケン・スタジアム                         | クロアチア     | 5–3    | 5–3  | UEFA EURO 2020                |
| 6  | 2021年10月11日 | ミラノ、スタディオ・ジュゼッペ・メアッツァ                   | フランス       | 1–0    | 1–2  | UEFAネーションズリーグ2020-21 |
| 7  | 2023年11月16日 | リマソール、アルファメガ・スタジアム                         | キプロス       | 2-0    | 3-1  | UEFA EURO 2024予選            |
| 8  | 2024年6月5日   | バダホス、エスタディオ・ヌエボ・ビベーロ                     | アンドラ       | 2-0    | 5-0  | 親善試合                      |
| 9  | 2024年6月5日   | バダホス、エスタディオ・ヌエボ・ビベーロ                     | アンドラ       | 3-0    | 5-0  | 親善試合                      |
| 10 | 2024年6月5日   | バダホス、エスタディオ・ヌエボ・ビベーロ                     | アンドラ       | 4-0    | 5-0  | 親善試合                      |
| 11 | 2024年6月8日   | パルマ・デ・マヨルカ、エスタディ・マジョルカ・ソン・モイシュ | 北アイルランド | 2-1    | 5-1  | 親善試合                      |

## タイトル

### クラブ
レアル・ソシエダ
- コパ・デル・レイ :（2019-20）

### 代表
U-21スペイン代表
- UEFA U-21欧州選手権 : (2019)

U-24スペイン代表
- 東京オリンピック銀メダル : (2021)

スペイン代表
- UEFA EURO 2024 : (2024)

### 個人
- ラ・リーガ月間最優秀選手賞 : 2回 (2020年10月, 2024年3月)